# Paradrymadusa sordida
Paradrymadusa sordida är en insektsart som först beskrevs av Herman 1874.  Paradrymadusa sordida ingår i släktet Paradrymadusa och familjen vårtbitare. Inga underarter finns listade i Catalogue of Life.